# 下長沙泳灘

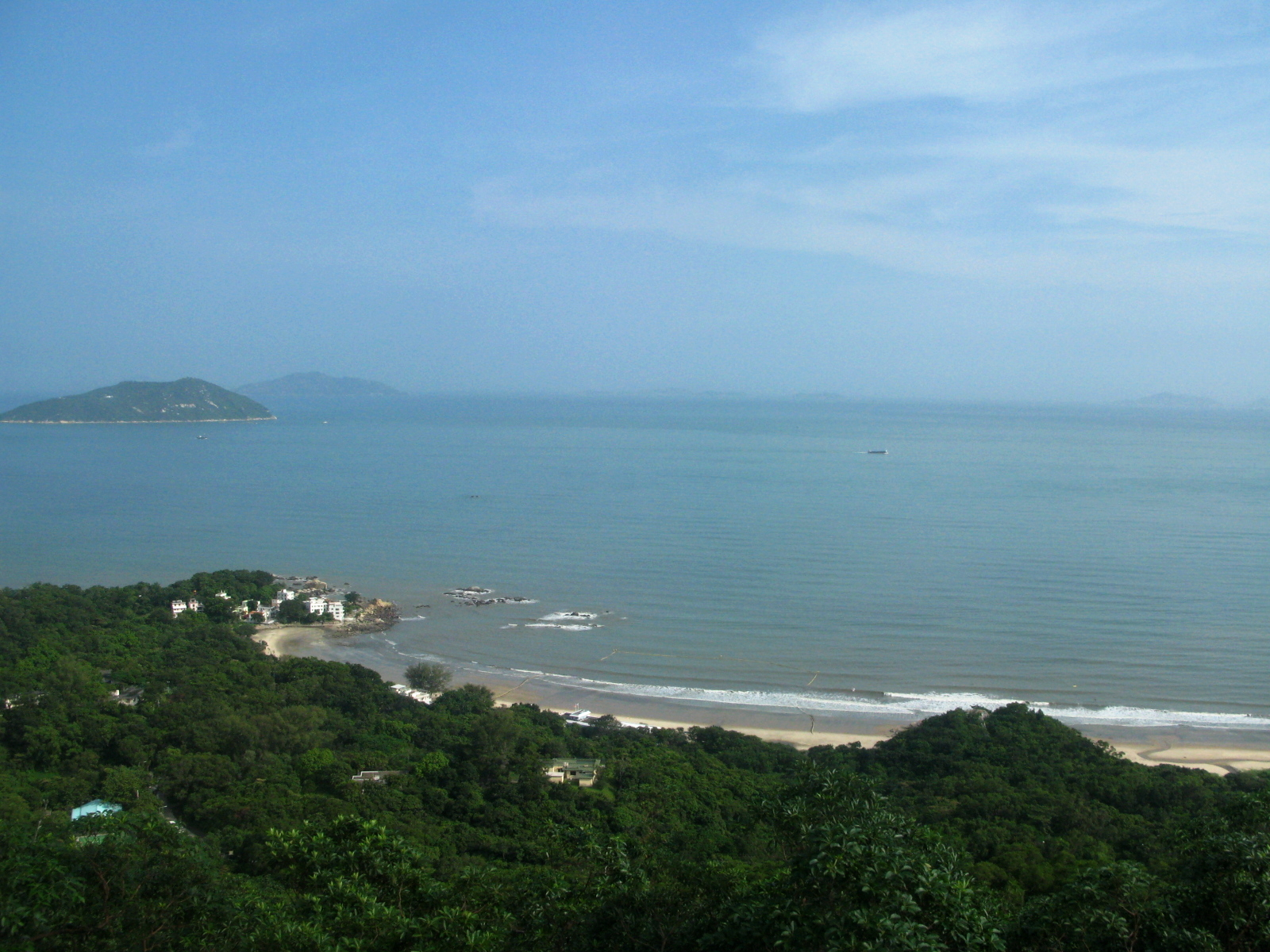
下長沙泳灘

下長沙海灘（英語：Lower Cheung Sha Beach）是香港其中一個游泳海灘，位於新界大嶼山南部的長沙。下長沙泳灘附近是上長沙泳灘，但上長沙泳灘並非與下長沙泳灘相連。
下長沙海灘現時由康樂及文化事務署管理。其設施包括更衣室、淋浴設備及洗手間。

## 交通
新大嶼山巴士：
- 1：大澳往返梅窩
- 2：梅窩往返昂坪
- 11：東涌站往返大澳
- 23：東涌站往返昂坪